# Microcalicha tachraparia
Microcalicha tachraparia là một loài bướm đêm trong họ Geometridae.